# Spinnenflug

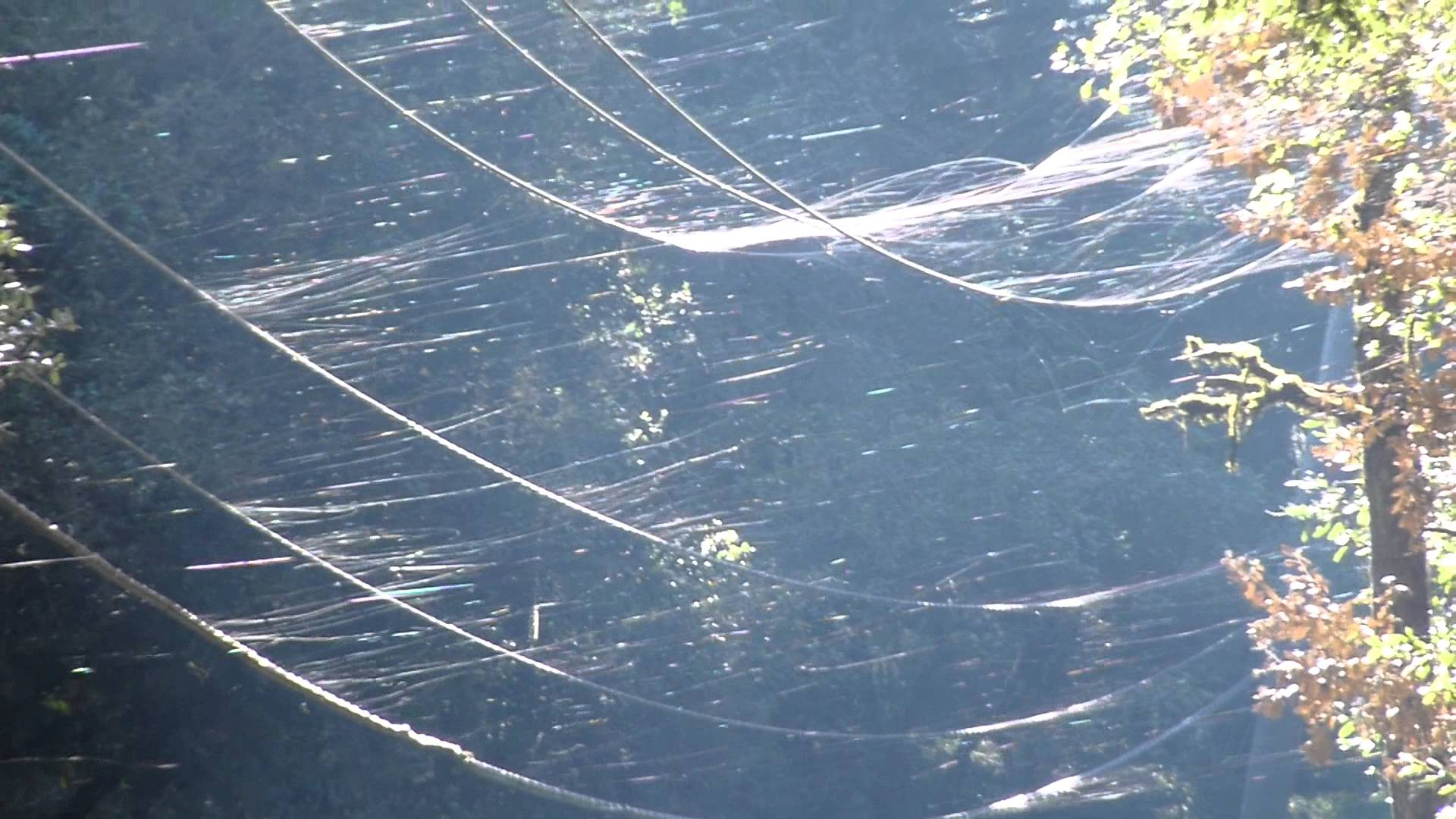
Spinnenflug im Santa-Cruz-Gebirge bei San Francisco

Beim Spinnenflug, auch Ballooning oder Luftschiffen, lassen sich Spinnen durch den Wind in die Luft heben und über größere Entfernungen tragen. Bei günstigen Windverhältnissen legen sie auf diese Weise Entfernungen von mehreren hundert Kilometern zurück. Dies geschieht, indem die Spinne bei Wind etliche Dutzend Seidenfäden produziert, welche dann mitsamt der Spinne davongetragen werden. Neueste Forschungen beschreiben ein ähnliches Verhalten auch bei Windstille, bei der die Spinnen das elektrostatische Feld der Luft nutzen.
Die massenhaft vor allem im Spätsommer in der Luft fliegenden auffallenden Spinnenfäden haben vermutlich zur Bezeichnung „Altweibersommer“ geführt, da die Spinnenfäden an graues Haar erinnern.

## Beschreibung

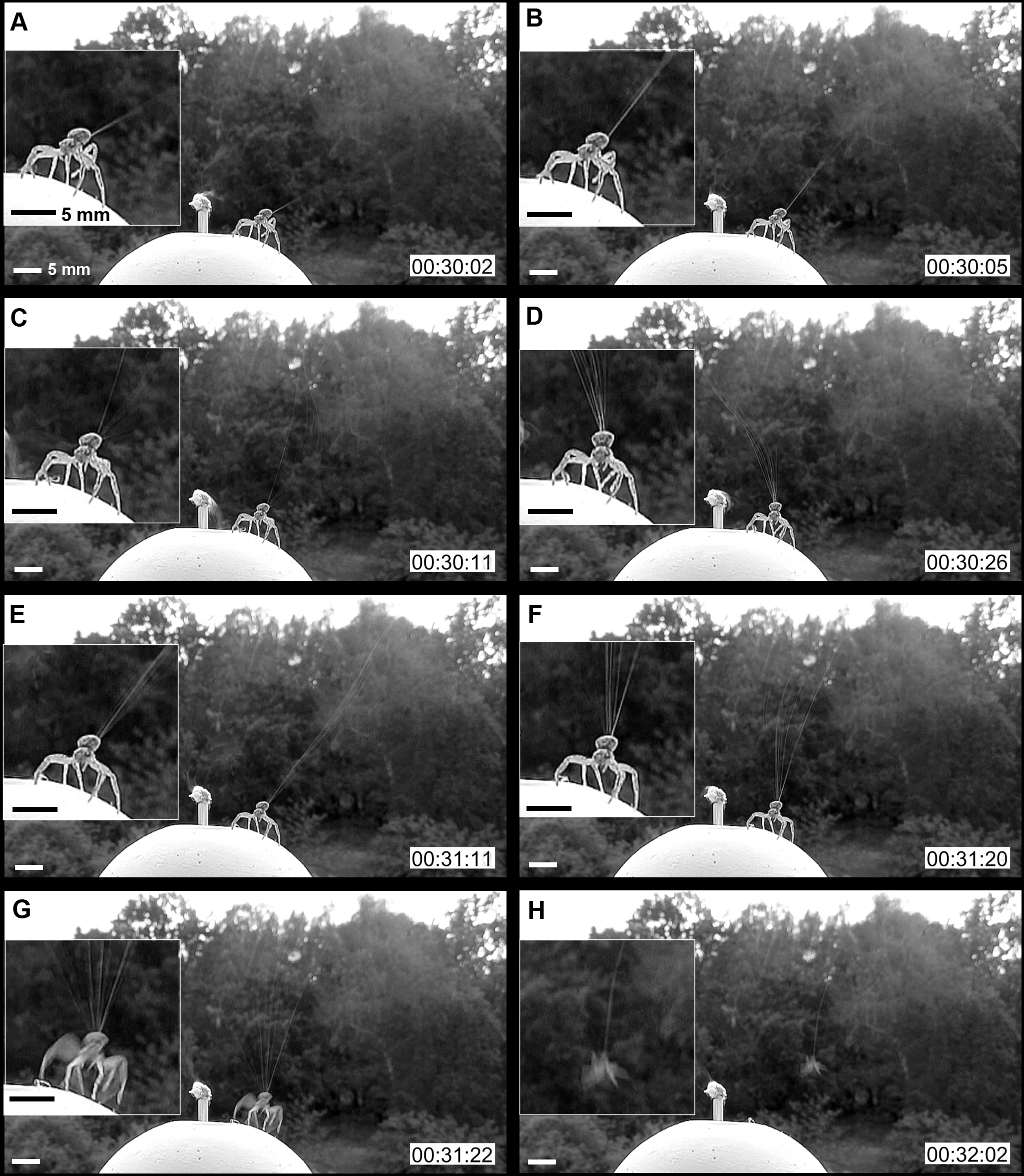
Flug einer Krabbenspinne

Vorwiegend junge, geschlechtsunreife und damit sehr leichte Spinnen, aber auch erwachsene Exemplare der Baldachinspinnen, starten ihren Flug von besonders windexponierten Stellen. Sie beginnen wie auf Zehenspitzen zu trippeln und schießen dann aus ihren Spinnwarzen am Hinterleib ein ganzes Bündel von Fäden in die Luft, das sich wie eine Art Fächer aufspreizt. An diesem „Segel“ aus etwa 50 bis 60 extrem leichten und daher sehr flugfähigen Seidenfäden hängend kann die Spinne in Höhen von mehreren Kilometern gehievt und über sehr große Entfernungen davontragen werden. Bei günstigen Winden gelangen die Tiere sogar in den Jetstream, der sie über ganze Ozeane tragen kann. Auf diese Weise waren sie etwa schon 1832 in die Takelage der Beagle von Charles Darwin gelangt – hundert Kilometer vor der Küste Argentiniens. Die Überlebenswahrscheinlichkeit auf einer solchen Reise ist allerdings gering.
Man nimmt an, dass Spinnen mit einem Gewicht von über 1 mg an einem einzelnen Fadenstrang kaum fliegen können, weshalb auch meistens Jungtiere fliegend beobachtet werden. Es gibt jedoch signifikante Ausnahmen. Erwachsene Weibchen aus der Art Stegodyphus dumicola etwa, mit über 100 mg Gewicht und 14 mm Körpergröße, wurden an besonders heißen und windstillen Tagen fliegend beobachtet. Dafür produzierten sie ein dreieckiges Segel von bis zu 1 m Breite, bestehend aus einem Gespinst von mehreren hundert Seidenfäden, welches sie in der entstehenden Thermik davontrug. In den Jahren 2012 und 2015 wurde in Australien ein millionenfacher Spinnenflug beobachtet, der den Boden nach der Landung wie schneebedeckt aussehen ließ. Neuere Erkenntnisse deuten sogar auf Spinnenflug völlig ohne Wind, unter Ausnutzung elektrostatischer atmosphärischer Felder.

## Reichweite und Höhe

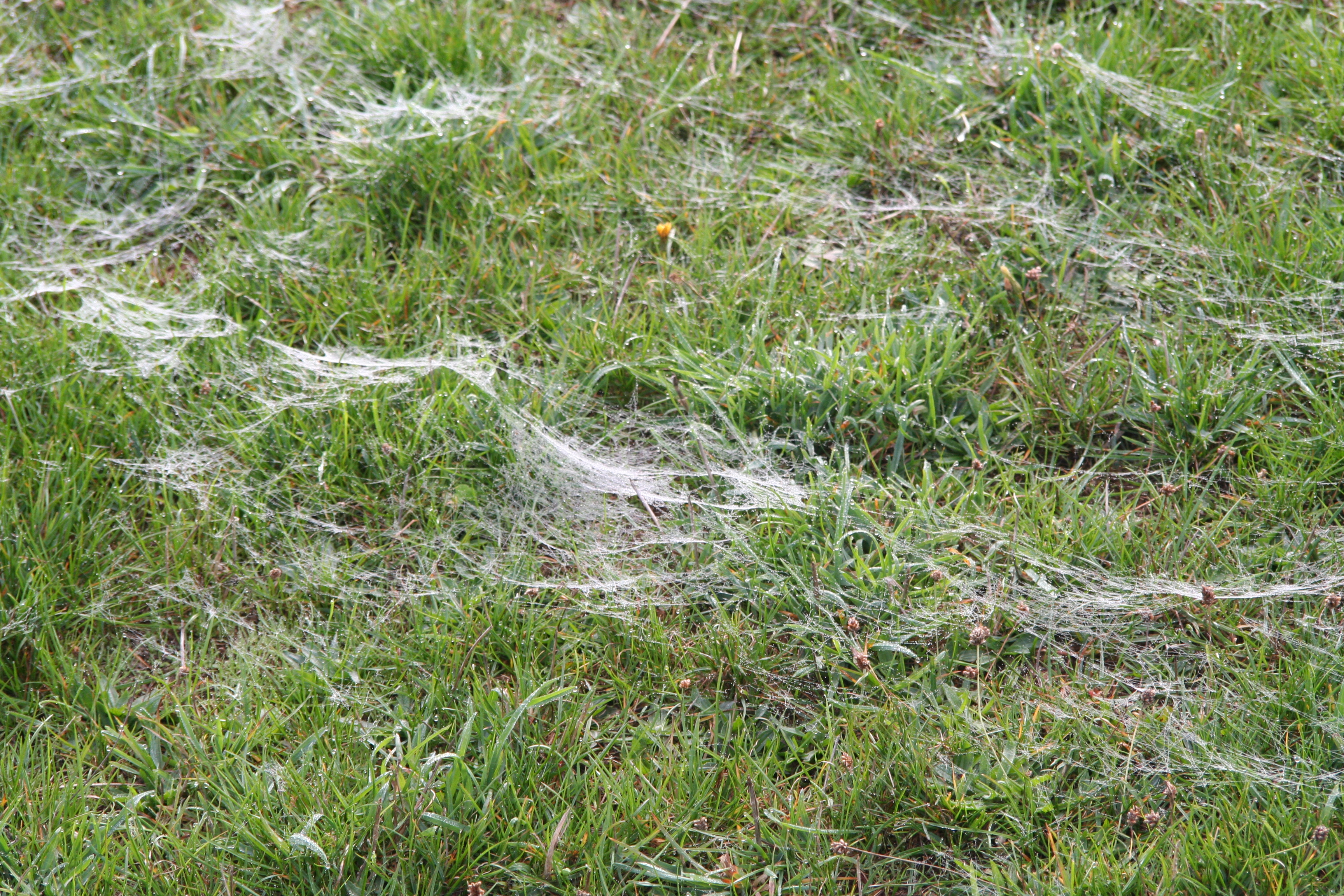
Spinnenfäden nach massenhaftem Spinnenflug

Während die meisten Spinnenflüge schon nach einigen Metern enden, werden in seltenen Fällen die Spinnen derart von Aufwinden davongetragen, dass sie sogar Höhen von einigen Kilometern erreichen können. Sie können damit unter Umständen mehrere hundert Kilometer zurücklegen, was unter anderem ihre Sichtungen auf entlegenen Ozeaninseln oder in der Takelage von Schiffen erklärt. Unter spezifischen Laborbedingungen können einige Spinnen bis zu 25 Tage und länger ohne Nahrung auskommen. Für die Erschließung neuer Lebensräume ist diese Fähigkeit ein bedeutender evolutionärer Vorteil.